# Volvo FMX
Il Volvo FMX è un autocarro e trattore stradale prodotto da Volvo Trucks a partire dal 2010 per sostituire il Volvo FM. Esso appartiene alla categoria degli autocarri con masse totali da 18 a 41 t.

## Contesto
La gamma FMX, nel corso degli anni, è stata prodotta in due generazioni:

### Prima generazione (2010-2020)

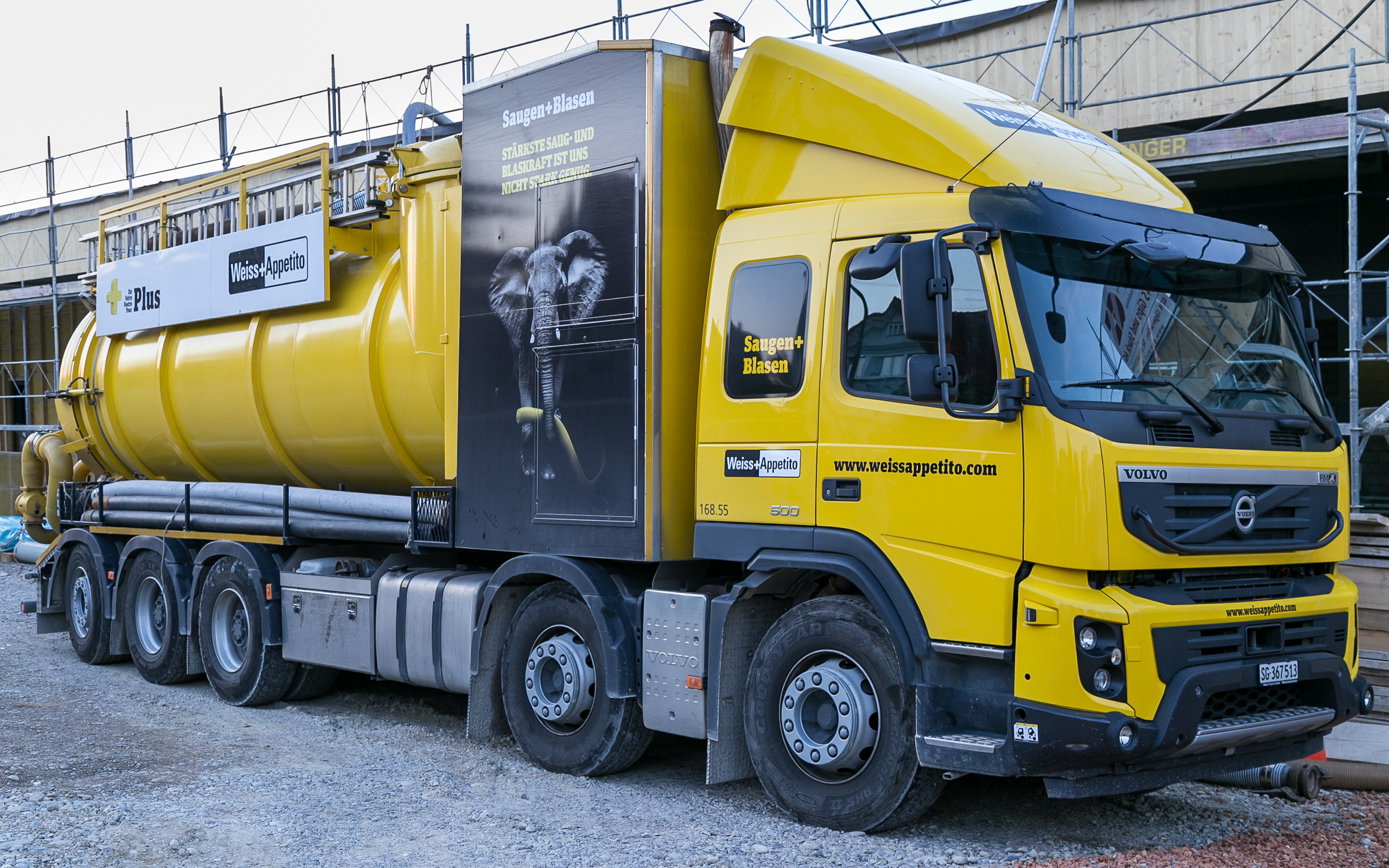
Volvo FMX 500

La prima generazione del Volvo FMX è stata introdotta con l’obiettivo di offrire un mezzo da cantiere moderno e altamente funzionale. Il veicolo venne realizzato sulla piattaforma del Volvo FM, ma con importanti modifiche a telaio, sospensioni e componentistica, pensate per adattarlo all’uso off-road. Era disponibile in diverse configurazioni di trazione, comprese quelle integrali, e veniva comunemente allestito con cassoni ribaltabili, betoniere e altri equipaggiamenti da lavoro. La cabina, disponibile in versioni corte e allungate, sia con tetto basso che con tetto alto, era progettata per offrire buona ergonomia, comfort e visibilità anche in ambienti polverosi e su strade non asfaltate.
Fin dal lancio, il FMX fu dotato di protezioni inferiori per il motore, paraurti rinforzati in acciaio e serbatoi montati in posizione rialzata, al fine di ridurre il rischio di danneggiamento durante il transito su terreni irregolari. Le motorizzazioni iniziali comprendevano il propulsore diesel D11 con potenze da 330 a 430 cavalli, conforme allo standard Euro 3, mentre come optional era disponibile il motore D13, con potenze che spaziavano da 360 a 500 cavalli. Tutti i modelli adottavano il cambio automatizzato I-Shift, già ampiamente collaudato nella gamma Volvo.
Restyling 2014

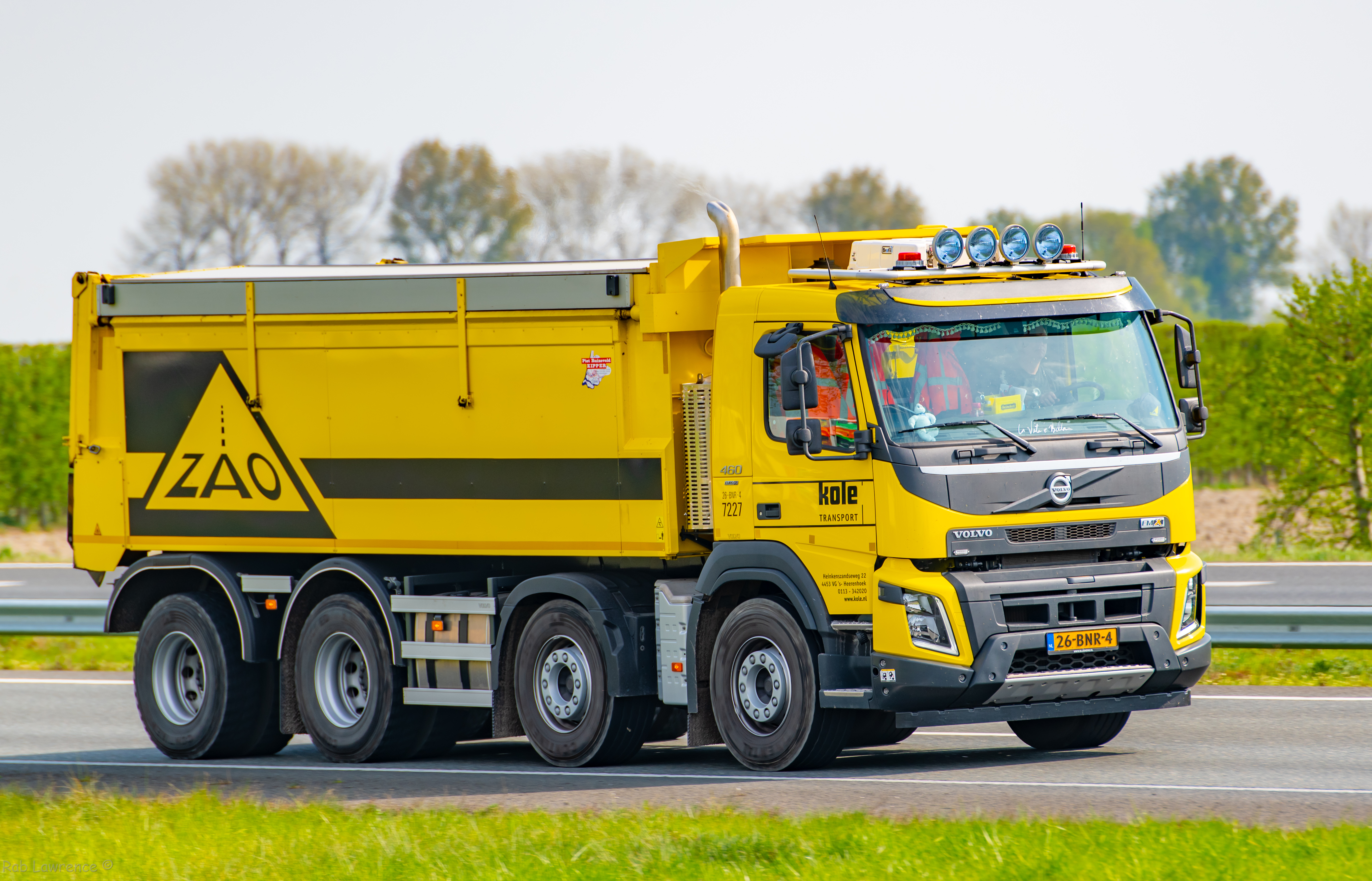
FMX restyling

Nel 2014 la prima generazione fu sottoposta a un importante aggiornamento. Le modifiche riguardarono tanto l’estetica quanto la meccanica e l’equipaggiamento tecnologico. Furono introdotti nuovi motori Euro 6, più efficienti e meno inquinanti: il D11 con potenze tra 330 e 450 cavalli, e il D13 con potenze da 380 a 540 cavalli. Per i mercati extraeuropei restarono in commercio versioni con motorizzazioni Euro 3, Euro 4 e Euro 5. L’abitacolo fu reso più confortevole e insonorizzato, mentre il veicolo venne dotato di nuovi fari a LED e di sistemi avanzati per la sicurezza attiva, come la frenata automatica d’emergenza e il controllo elettronico della stabilità.

### Seconda generazione (dal 2020)
Nel 2020 Volvo Trucks ha lanciato la seconda generazione del FMX, introducendo un veicolo completamente rinnovato sia nell’estetica che nelle soluzioni tecniche. La cabina è stata completamente ridisegnata, adottando elementi stilistici e strutturali derivati dal Volvo FH, con l’obiettivo di aumentare la visibilità, migliorare la sicurezza e offrire un livello di comfort ancora più elevato. Tra le novità più significative figura il cruscotto digitale con display da 12 pollici, che permette una visualizzazione configurabile delle principali informazioni di guida e delle funzioni di bordo. L’equipaggiamento tecnologico è stato notevolmente potenziato con l’introduzione di sistemi avanzati di assistenza alla guida, sensori radar, telecamere perimetrali e visione a 360 gradi.
Anche dal punto di vista meccanico, la nuova generazione ha confermato l’impiego dei motori D11 e D13, aggiornati agli ultimi standard ambientali Euro 6, con potenze analoghe alla generazione precedente. Le configurazioni degli assi sono state ampliate e comprendono anche versioni a cinque assi, come il 10x4, pensate per applicazioni di trasporto particolarmente pesanti. Il telaio è stato ulteriormente rinforzato e ottimizzato per consentire l’allestimento di una vasta gamma di equipaggiamenti speciali destinati al settore delle costruzioni, del movimento terra e dei servizi pubblici. A partire dal 2022, la seconda generazione del FMX ha integrato nuovi sistemi di connettività per la gestione della flotta, il monitoraggio remoto dei parametri operativi e la diagnostica predittiva.

### FMX Electric

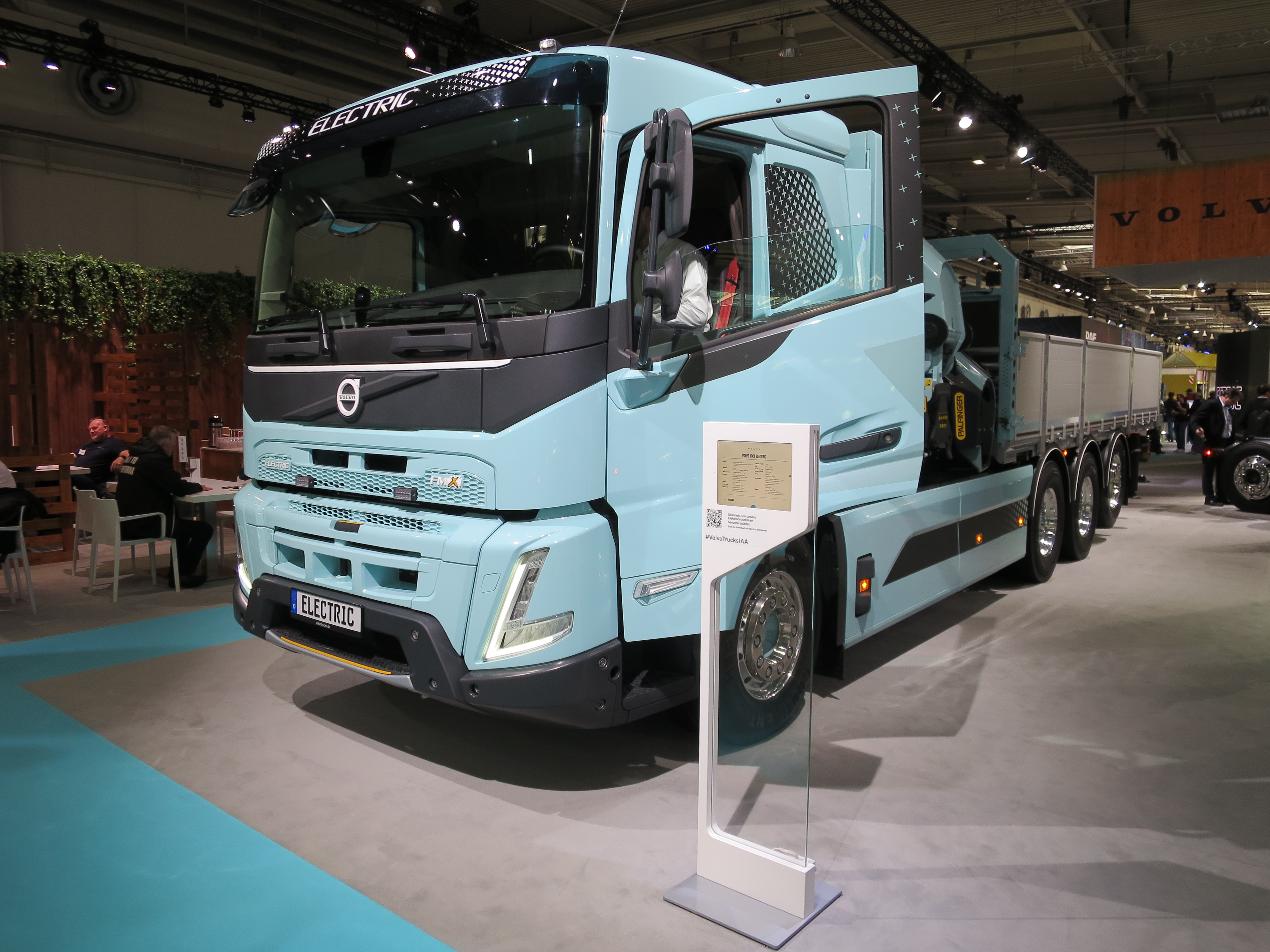
VOLVO FMX Electric

Sulla base della seconda generazione, Volvo ha introdotto il FMX Electric, progettato per applicazioni urbane e zone a traffico limitato. Il veicolo può montare da due a sei pacchi batteria, per una capacità complessiva da 180 fino a 540 kWh e permette autonomie fino a 300 km con un peso totale combinato (GCW) fino a 38 tonnellate. L’alimentazione è garantita da due o tre motori elettrici che erogano potenza continua fino a 490 kW (circa 666 CV), coadiuvati da un cambio I‑Shift adattato all’elettrico. Gli assi sono dotati di sospensioni pneumatiche, la ricarica completa richiede circa 9,5 ore con corrente alternata a 43 kW o 2,5 ore con corrente continua a 250 kW.

## Motorizzazioni
La gamma FMX presenta le seguenti motorizzazioni:
| Motore                          | Cilindrata (l)  | Potenza (kW-CV) a (giri/min)          | Coppia (Nm) a (giri/min)       |
| ------------------------------- | --------------- | ------------------------------------- | ------------------------------ |
| Diesel (D, 6 Cilindri in Linea) |                 |                                       |                                |
| D11                             | 10,8            | 246 kW (330 CV) a 1700 giri/min       | 1600 Nm a 877 – 1400 giri/min  |
| D11                             | 10,8            | 279 kW (380 CV) a 1700 giri/min       | 1700 Nm a 938 – 1400 giri/min  |
| D11                             | 10,8            | 317 kW (430 CV) a 1700 giri/min       | 2050 Nm a 1008 – 1400 giri/min |
| D11                             | 10,8            | 338 kW (460 CV) a 1700 giri/min       | 2200 Nm a 1050 – 1400 giri/min |
| D13                             | 12,8            | 309 kW (420 CV) a 1404 –1700 giri/min | 2100 Nm a0905 – 1400 giri/min  |
| D13                             | 12,8            | 338 kW (460 CV) a 1404 –1700 giri/min | 2300 Nm a 945 – 1400 giri/min  |
| D13                             | 12,8            | 368 kW (500 CV) a 1404 –1700 giri/min | 2500 Nm a 980 – 1400 giri/min  |
| D13                             | 12,8            | 397 kW (540 CV) a 1458 –1700 giri/min | 2600 Nm a 1000 – 1400 giri/min |
| Elettrico                       |                 |                                       |                                |
| HD Electric                     |                 | 330 kW (450 CV)                       | 2400 Nm                        |
| HD Electric                     | 490 kW (666 CV) | 2400 Nm                               |                                |